# TEE Roland I
 (mars 2014).
Si vous disposez d'ouvrages ou d'articles de référence ou si vous connaissez des sites web de qualité traitant du thème abordé ici, merci de compléter l'article en donnant les références utiles à sa vérifiabilité et en les liant à la section « Notes et références ».
Le TEE Roland I était un train reliant Brême à Milano. Exploité par la Deutsche Bundesbahn, le TEE Roland I était un Trans-Europ-Express (donc uniquement en première classe) jusqu'à la fin du service d'hiver le 26 mai 1979 puisqu'il cessait définitivement de circuler.
Il tient son nom de chevalier Roland, neveu de Charlemagne, mort à Roncevaux en 778.

## Parcours et arrêts[1]
- 1 juin 1969 Bremen, Hannover, Gottingen, Fulda (sens impair seulement), Frankfurt, Heidelberg, Karlsruhe, Baden Oos, Freiburg, Basel Bad, Bâle CFF, Luzern, Bellinzona, Lugano, Chiasso, Como, Milano (1183,7 km).

- Voitures directes du Rheingold entre Dortmund-Bâle et Milano (1005 km) par TEE   22/10/78/79/9/221 ;
- Voitures directes du Rheingold entre Hoek van Holland-Bâle et Milano (1198 km) par TEE 10/78-79/9 ; 
- Voitures directes (du Roland) entre Bremen-Bâle et Chur (1018,4 km) par trains 283-266.
- 23 mai 1971 Arrêt de Heidelberg supprimé ; itinéraire modifié entre Frankfurt et Karlsruhe et arrêt à Mannheim (1184,3 km).
- 26 septembre 1971 Arrêt à Fulda dans les deux sens. Dans le sens impair seulement : arrêt de Baden Oos supprimé et remplacer par Offenburg.
- 3 juin 1973 - voitures directes désormais (du Roland) entre Hannover-Bâle et Milano via Duisburg (1212 km) par IC 107/TEE 7/75-TEE 74/6 IC 106 ;

- voitures directes désormais (du Roland) entre Hoek van Holland-Bâle et Milano (1198 km) par TEE 7/75-74/6.
- 27 mai 1979 TEE supprimé.

## Numérotations[1]
- 1er juin 1969 TEE 78-79
- 23 mai 1971 TEE 75-74

## Matériel et compositions[1]
- 1er juin 1969 Voitures TEE de la DB, 2 jeux comprenant : 1 Av + 1 AP + 1 WR + 1 ARD entre Bremen et Milano, 1 Av entre Bremen et Chur, et 1 Av entre Bremen et Bâle.
- 31 mai 1970 1 voiture supplémentaire entre Bremen et Frankfurt d'abord les vendredis, puis, pour les services d'hiver, nombre porté à 2 unités supplémentaires tous les jours.
- 26 septembre 1971  l'une des deux voitures de Frankfurt est prolongée jusqu'à Bâle. Une autre voiture supplémentaire circule entre Bremen et Mannheim.
- 3 juin 1973 A partir de cette date, 2 Av entrent dans le groupe "Roland" pour assurer un service de voitures directes entre Hoek van Holland et Milano, et entre Hannover et Milano via Duisburg.
- 1er juin 1975 Affrètement d'agence en été : une voiture supplémentaire les vendredis entre Bremen et Chiasso, les dimanches au retour, et une voiture supplémentaire directe (du "Roland") les samedis entre Hannover et Chiasso via Duisburg. Restauration assurée par la DSG.